# Angram Reservoir
Das Angram Reservoir (Angram-Stausee) ist ein nahe der Quelle des Flusses Nidd in der Nidderdale Area of Outstanding Natural Beauty (AONB) in der Grafschaft North Yorkshire im Norden Englands gelegener Stausee.
Der Angram-Stausee wurde ebenso wie das flussabwärts gelegene Scar House Reservoir zur Trinkwasserversorgung der Region Bradford angelegt. Der Transport dorthin erfolgt mittels des Nidd Aqueduct.
Das Bauwerk wurde im Jahr 1919 fertiggestellt. Bei einer Dammhöhe von 61 Metern, einer maximalen Wassertiefe von 33,4 Metern und einer Wasserkapazität von 4,736 Millionen m³ bedeckt der See eine Fläche von 34 Hektar.
Das Gebiet wird von jährlich über 150.000 Touristen besucht.